# وأواء حلبی
عبدالقاهر بن عبدالله حلبی با کُنیهٔ ابوالفرج، شهرت‌یافته به وأواء حلبی (؟ - ۱۱۵۶م) ادیب، زبان‌شناس و شاعر شامی بود.

## زندگی
اصل او از بزاعة، شهری کوچک در استان حلب؛ اما وأواء در حلب بزرگ شد و درس خواند. او به دمشق بسیار رفت‌وآمد داشت و آنجا نحو می‌خواند و دیوان متنبی را شرح می‌داد. درگذشت او در حلب ۱۵ دسامبر ۱۱۵۶م/ ۳۰ شوال ۵۵۱ق روی داد.